# Albert Ndele
Albert Ndele Mbamu (ur. 15 sierpnia 1930 w Bomie, zm. 1 kwietnia 2023) – kongijski (zairski) polityk, ekonomista i bankier, od 20 września do 3 października 1960 premier Demokratycznej Republiki Konga.
Studiował ekonomię na Katolickim Uniwersytecie w Lowanium, który ukończył w 1958 jako jeden z pierwszych Kongijczyków. Od 30 czerwca 1960 pełnił funkcję ministra finansów w rządzie Patrice’a Lumumby, wkrótce jednak został jego przeciwnikiem. Od 16 września działał jako przewodniczący Kolegium Komisarzy Generalnych, odpowiedzialny za finanse, następnie od 3 października był jego wiceprzewodniczącym. Następnie od 1961 do 1970 kierował bankiem centralnym. Od września do listopada 1970 kierował resotem finansów, po czym przeszedł do pracy w Banku Światowym. Po upadku Mobutu Sese Seko przystąpił do opozycyjnej partii ARREN.